# Olio di argan
L'olio di argan è l'olio estratto dai semi della pianta di Sideroxylon spinosum, endemica nella zona sud del Marocco e delle aree limitrofe di Algeria, Sahara Occidentale e Mauritania. È particolarmente apprezzato per le sue proprietà nutritive, cosmetiche e medicamentose. Nel linguaggio cosmetico è anche conosciuto come olio marocchino.

## Area di produzione

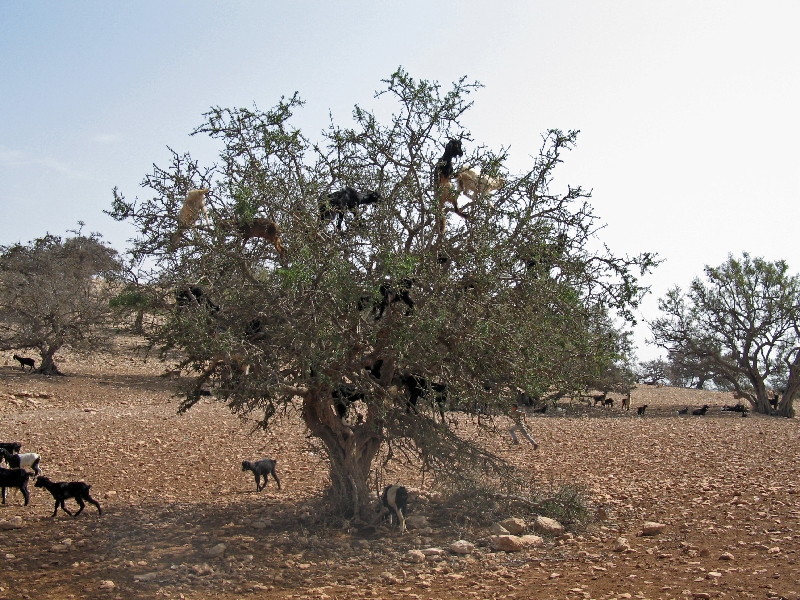
Pianta di Argania spinosa con capre arrampicate sui rami per mangiarne i frutti

La foresta di Argan, che un tempo copriva vaste superfici dell'Africa del nord, oggi si estende per circa 800.000 ettari nel sud del Marocco, specificamente nella pianura del Souss, tra le città di Essaouira, Agadir e Taroundant. Nel 1998 l'UNESCO ha dichiarato l'area delle foreste di argania riserva della biosfera. Qui lavorano cooperative di donne dedite alla raccolta dei frutti assicurando la protezione e la riforestazione di tali piante.
La pianta cresce dal livello del mare fino ad arrivare a 1500 metri di altitudine. Di origini molto antiche, l’argania spinosa è considerata un relitto del Terziario. L’argania spinosa sopravvive tenacemente sui terreni calcarei di zone semi-desertiche, dove molti altri alberi invece perirebbero. Questa forza rende l’argania un alleato importante contro la desertificazione. Le radici profonde della pianta penetrano il terreno alla ricerca d’acqua, inoltre danno un valido sostegno all’albero, tenendolo ben saldo a terra anche con i forti venti, e infine proteggono il suolo dall’erosione.

## Raccolta dei frutti dell'Argania spinosa

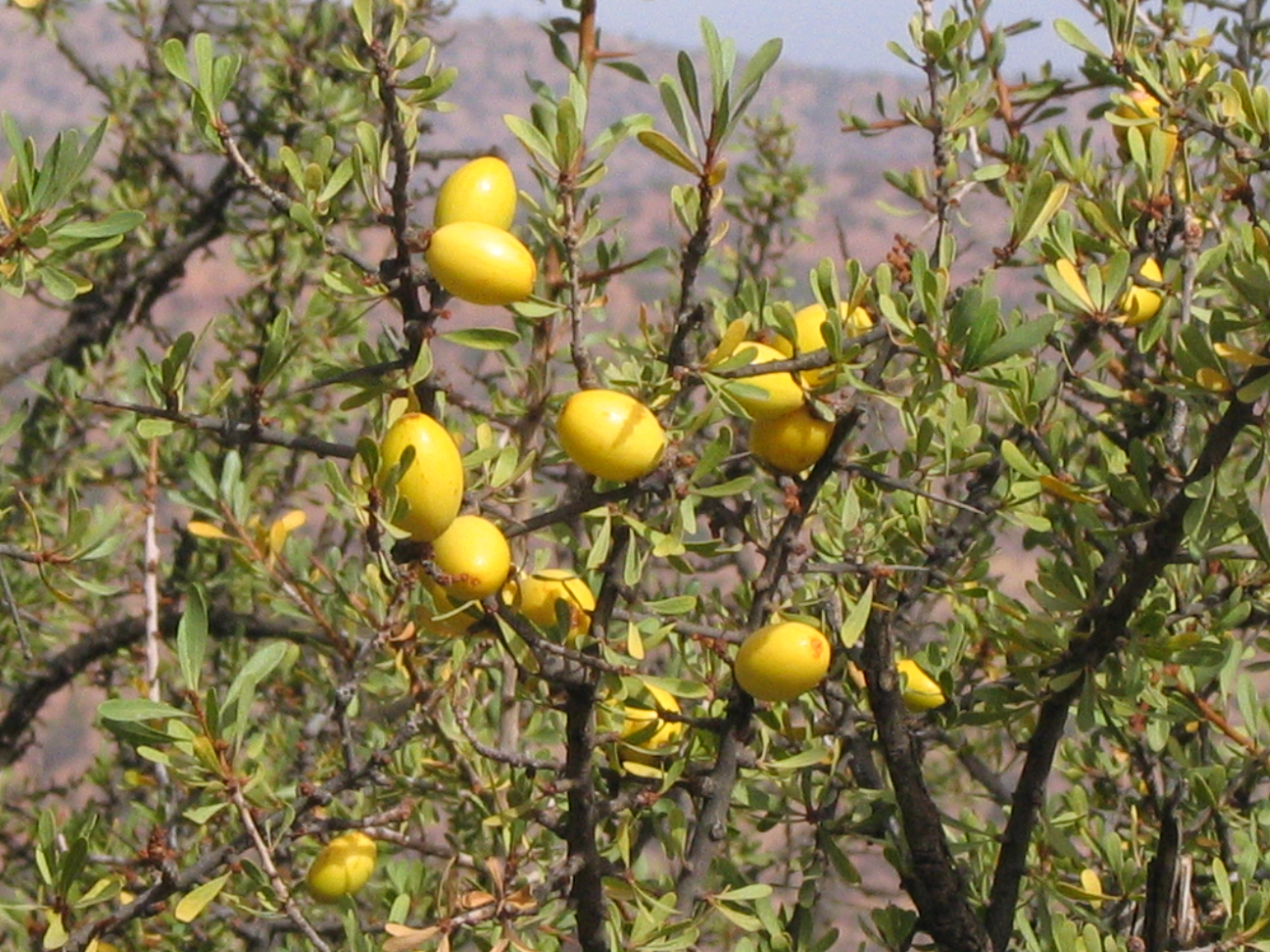
Frutti della pianta di Argania spinosa

La raccolta dei frutti della pianta di Argania spinosa avviene nei mesi di giugno e luglio, occasionalmente, solo in alcune zone, nel mese di febbraio. La raccolta avviene quando il frutto ormai secco cade dalla pianta e viene raccolto da terra. Al momento della raccolta, le donne prestano particolare attenzione a non raccogliere noci, ma soltanto i frutti, perché noci senza frutto sono da attribuirsi a frutti che sono stati mangiati dalle capre che ne sono ghiotte e che usano arrampicarsi sugli alberi per mangiarli. L'utilizzo tradizionale di noci digerite dalle capre è caduto in disuso in quanto non è compatibile con gli attuali parametri sensoriali e di stabilità dell'olio di argan per uso alimentare.
La raccolta è tutt'oggi manuale e, come da tradizione, viene effettuata da donne berbere autoctone della stessa area geografica, oggi riunite in cooperative di lavoro. I frutti ormai secchi vengono raccolti e portati sino ai centri di lavorazione. Gli unici strumenti utilizzati in questa fase sono sacchi per la raccolta, asini o mezzi moderni per il trasporto.

## Metodi di estrazione e lavorazione

### Metodo tradizionale

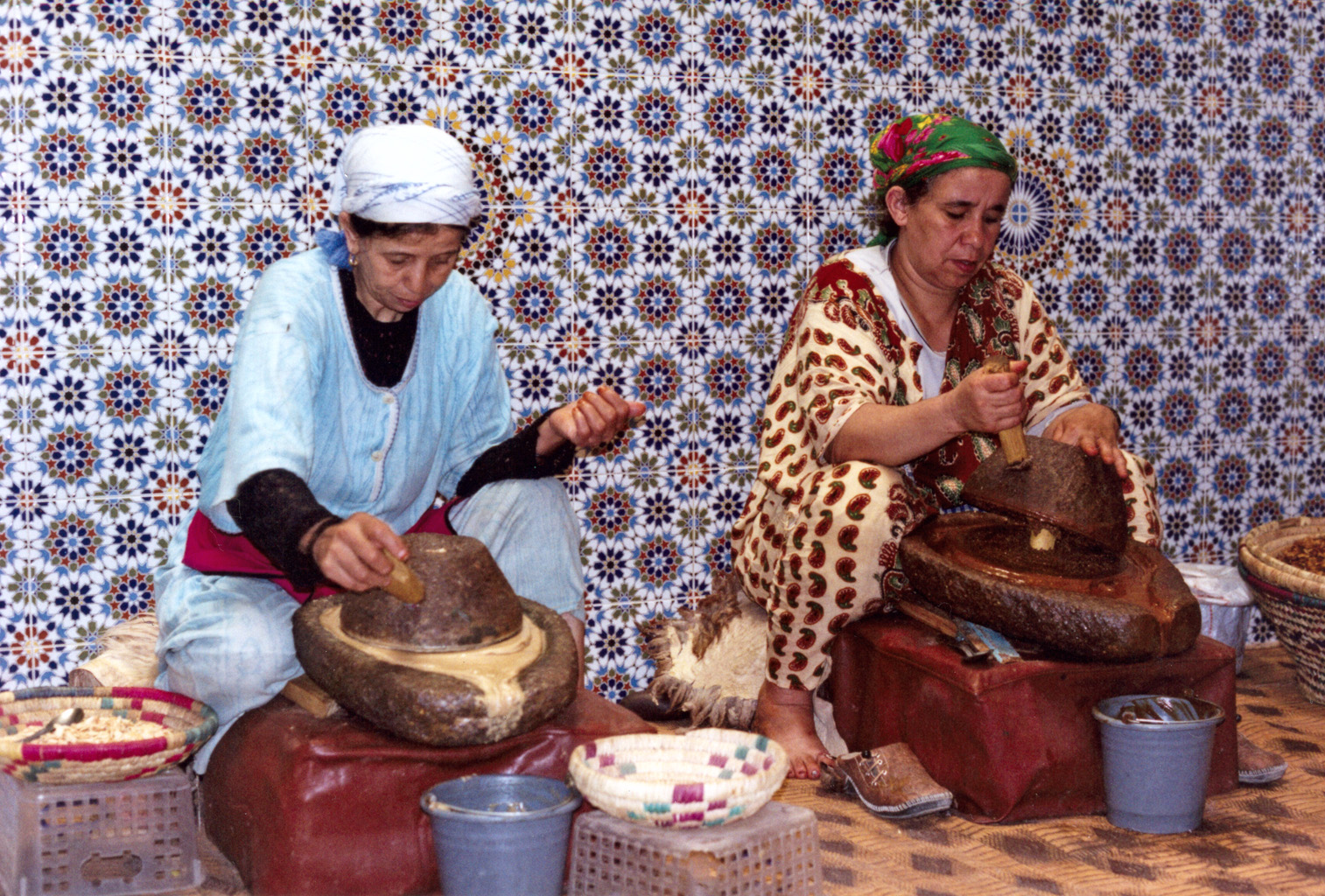
Produzione Tradizionale dell'olio di argan

Tradizionalmente, una volta estratti i noccioli dai frutti e le mandorle dai noccioli, queste ultime venivano messe in un tipico strumento che, attraverso il loro sfregamento meccanico e l'aggiunta di acqua, produceva una pasta chiamata “Malaxage” contenente il 50% di olio di argan. Dal massaggio manuale della Malaxage si ottiene l'olio di argan. Per ottenere olio di argan per uso alimentare le mandorle vanno tostate prima dell'ottenimento della Malaxage. Con questo metodo la resa sul peso dei noccioli varia dal 30% al 35%, quindi da circa 100 kg di frutto secco, si ottengono circa 7.2 kg di noccioli da cui derivano 6.5 kg di mandorle da cui si ricavano circa 2 kg di olio di argan. Sono necessarie 58 ore di lavoro per ottenere questa quantità di prodotto.
L'olio di argan, ottenuto con metodo tradizionale, contiene una rilevante percentuale di acqua che ne limita la conservazione nel tempo, per i naturali fenomeni di ossidazione. Pertanto le donne berbere conservavano i frutti per tutto l'anno e producevano piccole quantità di olio in base ai bisogni di consumo della loro famiglia.  I prodotti secondari della lavorazione sono: il guscio dei frutti secchi, che veniva dato come alimento al bestiame, i residui dei noccioli aperti, utilizzati per accendere il fuoco, e la pasta Malaxage come ingrediente della ricetta tradizionale del “Sapone nero”, tipico delle regioni nord africane e medio orientali, utilizzato nell'Hammam.

### Metodo meccanico
A partire dai primi anni del 2000 al metodo di lavorazione manuale si è progressivamente affiancato il metodo di estrazione moderno che prevede l'impiego di diversi macchinari.
Le mandorle ottenute dall'apertura dei noccioli vengono lavorate attraverso una tramoggia che le macina e spreme progressivamente, sino all'ottenimento dell'olio non filtrato, che appare molto torbido per la presenza di frammenti. L'olio ottenuto a questo punto della lavorazione, viene filtrato. Una moderna macchina può estrarre sino a 10 litri per ora a differenza delle modeste quantità del metodo tradizionale. I sottoprodotti del moderno metodo di lavorazione sono esclusivamente i residui secchi delle mandorle spremute, che attualmente vengono impiegati come cibo per gli animali.
Attraverso il metodo moderno la resa sul peso del noccioli varia dal 40 al 45%, pertanto, da circa 100 kg di frutto secco si ottengono circa 7,2 kg di nocciolo da cui derivano circa 6,5 kg di mandorle da cui si ricavano circa 3,25 kg di olio di argan. Con questo metodo il tempo necessario per pressare un Kg di mandorle si riduce da 3 a 4 volte. Con il metodo moderno meccanico non si deve aggiungere acqua per la lavorazione del malaxage, ottenendo così un olio di argan capace di conservarsi molto più a lungo rispetto a quello ottenuto con il metodo tradizionale.
È, inoltre, dimostrato che l'estrazione eseguita con i metodi moderni ed industriali, tramite pressa, non altera né la composizione chimica, né le caratteristiche fisico-chimiche dell'olio di argan.

## Tipi e usi dell'olio di argan

### L'olio di argan per uso cosmetico
Nella cosmesi, come altri oli vegetali, è sfruttato principalmente come emolliente, lisciando e ammorbidendo la pelle. Viene preferita la varietà di colore più chiaro e può essere utilizzato sulla pelle di tutto il corpo, sui capelli e sulle unghie.
Questo olio è particolarmente apprezzato per le sue proprietà idratanti e antiossidanti ed è stato sfruttato con grande successo come ingrediente di richiamo commerciale sia per cosmetici skincare che haircare.

Il suo nome INCI è: argania spinosa kernel oil.
Nei cosmetici per pelli grasse può essere utilizzata anche la frazione insaponificabile dell'olio, con nome INCI: argania spinosa fruit unsaponifiables.
Per il mercato cosmetico sono disponibili, ma poco utilizzati, anche la forma idrogenata o ozonizzata dell'olio: ozonized argan oil ,  hydrogenated argania spinosa kernel oil .
Il sapone prodotto con olio di argan ha nome INCI: sodium arganate.
Poiché contiene naturalmente un'elevata quantità di vitamina E e molti acidi grassi essenziali Omega 6 e Omega 9, l'olio di argan è stato utilizzato fin dall'antichità dalle donne berbere come idratante per la pelle secca e come antirughe e come nutriente e riparatore per capelli.
Può essere applicato senza timore anche sulla pelle dei bambini.

### L'olio di argan per uso alimentare
Per ottenere l'olio di Argan per uso alimentare è necessario tostare preventivamente i semi. L'olio così ottenuto ha un colore più scuro ed un odore torrefatto. Può essere utilizzato come condimento per il pane, il couscous e le insalate. Inoltre, dalla macinazione di mandorle tostate e olio di argan, i locali ottengono l'Amlou, una spessa pasta marrone con una consistenza simile al burro di arachidi, che viene consumata con il pane.

## Composizione
L'olio di argan è composto per circa il 99 % da acilgliceridi (trigliceridi). In tutti gli oli vegetali la composizione può variare in funzione della modalità di coltivazione, della esposizione agli agenti esterni naturali e/o artificiali, della raccolta e della lavorazione.
L'olio di argan è composto prevalentemente da trigliceridi con la seguente distribuzione tipica di acidi grassi a lunga catena alifatica saturi o più comunemente (in percentuale) mono-, di- o tri-insaturi:
| acido grasso               | concentrazione (%) |
| -------------------------- | ------------------ |
| acido miristico            | 0,12               |
| acido pentadecanoico       | 0,04               |
| acido palmitico            | 13,05              |
| acido palmitoleico         | 0,06               |
| acido margarico            | 0,38               |
| acido stearico             | 8,40               |
| acido oleico               | 49,33              |
| acido linoleico            | 32,08              |
| acido α-linolenico         | 0,11               |
| acido nonadecenoico cis 10 | 0,41               |
| acido arachico             | 1,70               |
| acido gadoleico            | 2,00               |
| acido beenico              | 0,47               |
| acido erucico              | 0,17               |
| acido lignocerico          | 0,02               |

La distribuzione di acidi grassi dell'olio di argan è molto simile a quella di altri oli vegetali di costo molto inferiore, pertanto è particolarmente alto il rischio adulterazione.
La parte insaponificabile che rappresenta il restante 1% è composta da carotene, tocoferolo (vitamina E), alcoli triterpenici, steroli e xantofilline.
Questo vale sia per l'olio alimentare che quello cosmetico ma, all'aumentare del grado di tostatura, si osserva un aumento del colore e del contenuto di fosforo. I dati ossidativi dimostrano che la tostatura delle mandorle da 15 a 30 minuti a 110 °C è ottimale per preservare le proprietà nutritive dell'olio di argan vergine.
Il tenore di campesterolo nell'olio di argan (< 0,4% del totale degli steroli) è molto inferiore di quello degli oli con cui può essere adulterato, pertanto è uno dei possibili marcatori di una eventuale adulterazione.

## Proprietà
I benefici terapeutici derivanti dal consumo di olio di argan vengono decantati dalle popolazioni indigene del Marocco e dagli esploratori ormai da più di 8 secoli. Tradizionalmente, l'olio di argan è stato conosciuto per le sue proprietà cardio protettive e per il trattamento di infezioni della pelle. Dati epidemiologici hanno dimostrato che, il consumo regolare di olio di argan per uso alimentare, può avere significativi effetti protettivi contro le neoplasie del tratto colon-rettale, della prostata, del seno, del pancreas e dell'endometrio.
Alcuni esperimenti hanno dimostrato un'attività ipolipemizzante sugli esseri umani ed antidiabetica sugli animali. Inoltre, tra le proprietà farmacologiche dell'olio di argan si possono annoverare: inibizione della crescita batterica, anti-diabetico e protettivo del sistema cardio vascolare. Analisi che si sono protratte negli ultimi cinque anni hanno consentito di redigere studi fitochimici che indicano la presenza di numerosi composti farmacologicamente attivi. Tuttavia questi studi sono stati condotti sull'attività farmacologica potenziale senza, ancora, una correlazione con studi clinici. Le emulsioni per uso cosmetico, contenenti olio di argan, sono spesso definite idratanti, anti-età e ricostituenti.

## Allergia
L'olio di argan non è ritenuto una sostanza allergizzante. La prima pubblicazione di un caso di allergia dovuto all'olio di argan risale al 2010, con una rinocongiuntivite manifestatasi dopo inalazioni, disturbi faringei, dolori epigastrici ed iperscialorrea dopo l'uso dell'olio di argan da parte di una donna marocchina di 34 anni. I prik-test cutanei all'olio ed alla pasta di argan sono risultati positivi e sono stati seguiti da eritema ed una orticaria generalizzata, con disturbi faringei e abbassamento del peak-flow indicante un restringimento dei bronchi. L'allergia è causata da una proteina (peptide) che fa parte della famiglia delle oleosine, già causa delle allergie alle arachidi ed al sesamo. Gli autori dello studio del caso sottolineano la possibilità di reazioni allergiche gravi anche a piccoli dosi.
Un altro studio del 2012 sull'asma professionale alla pasta di argan ha evidenziato un risultato analogo..

## Cooperative locali
In Marocco l'indotto della produzione di olio di argan fornisce sussistenza a 3 milioni di persone. Il lavoro svolto corrisponde a 20 milioni di ore lavorative all'anno. Il suo funzionamento è un'attività generatrice di reddito e ha sempre avuto una funzione socio-economica. La grande maggioranza della produzione di olio di argan, infatti, passa attraverso le cooperative di donne che lavorano all'interno della biosfera protetta dall'UNESCO. La produzione totale annua di olio di argan (di tutte le varietà) è di 4.000 tonnellate di cui circa il 75% viene esportato.
L'Union des Cooperatives des Femmes de l'Arganeraie (UCFA), Co-sponsorizzato dall'Agenzia per lo Sviluppo Sociale (SDA) con il sostegno dell'Unione europea, è la più grande unione di cooperative per argan in Marocco. Si compone di ventidue cooperative che si trovano in varie parti della regione (ad esempio: Coopérative Al Amal, Coopérative Amalou N'Touyag, Coopérative Tissaliwine, ArganSense Coopérative e Coopérative Maouriga). Queste donne si riuniscono per essere meglio organizzate e quindi garantire un reddito equo attraverso le cooperative e consentire loro un ambiente di vita migliore. Tale programma si concentra sul miglioramento delle condizioni di lavoro delle donne rurali e la gestione e l'utilizzo sostenibile delle foreste di argan nel sud-ovest del Marocco.